# The nine mile walk
The Nine Mile Walk es un corto español rodado en inglés y ambientado en la ciudad de Toledo que narra un episodio de dos amigos en el que un sencillo juego les llevará a lo inimaginable. Está basado en una novela, escrito y dirigido por Álvaro Brechner. Está protagonizado por Gary Piquer y Alex O'Dogherty.

## Sinopsis
Dos amigos, Carlos (Alex O’Dogherty) y Nick Welt (Gary Piquer), se encuentran en Toledo, España, cuando uno de los dos (Carlos) da una conferencia relativa al interrogatorio de testigos en los juicios.
Después de dar dicha conferencia, van a un bar a desayunar. Carlos, abogado, había cometido el error de salirse de su discurso para criticar lo que había dicho otro abogado y Nick, profesor de literatura inglesa, le intenta hacer ver su error. 
A raíz de esa conversación, Nick afirma que una conclusión puede ser lógica, pero no cierta, y se deja poner a prueba: 
Carlos le dirá una frase de entre diez y doce palabras y Nick le sacará una cadena de conclusiones lógicas casi inimaginables.
La frase es “A nine mile walk is no joke, specially in the rain”.
A medida que se van sacando conclusiones, se va creando más y más suspense hasta el punto de que la frase y sus conclusiones lógicas, bien deducidas por Nick, se acaban relacionando con la comisión de un crimen.
“La mayor casualidad de las historia de la investigación criminológica”.

## Elenco
- Carlos (Alex O’Dogherty): abogado español que desafía a su amigo creyéndole incapaz de lo que le propone.

- Nick (Gary Piquer): profesor de literatura inglesa que trata a su amigo como a una de sus alumnos utilizando sus dotes pedagógicas.

- Taxista (Ruperto Ares).

## Equipo Técnico
- Álvaro Brechner: director, guionista y productor del cortometraje (Premio anual de Literatura del Ministerio de Cultura de Uruguay en 1998).
- Pablo Vallejo: director de fotografía (premios por otros trabajos: dos leones de Cannes (2002) y un FIAP de plata en Buenos Aires (2003), entre otros).
- Ian Briton: música (premios por otros trabajos: Premio a la mejor banda sonora en el Festival de Montpellier).
- Rori Sainz de Rozas: montaje (Premio Goya (1997) por otra producción cinematográfica).

- Datos: Q6145617